# تبدیل کسینوسی گسسته
تبدیل کسینوسی گسسته (به انگلیسی: Discrete cosine transform, DCT)، دنباله‌ای محدود از اعداد (داده ها) را به‌ صورت مجموع توابع کسینوسی با فرکانس‌های متفاوت نمایش می‌دهد. این تبدیل استفاده گسترده‌ای در علوم و مهندسی دارد؛ از فشرده‌سازی با اتلافِ صوت (مانند MP3) و تصویر (مانند JPEG) (که مقادیر کوچکِ تبدیل در فرکانس‌های بالا قابل حذف هستند) تا روش‌های طیفی برای راه حل عددی معادله دیفرانسیل با مشتقات پاره‌ای در گسترهٔ استفادهٔ DCT ها قرار می‌گیرد.
از آن‌جایی که توابع کسینوسی کمتری برای تقریب زدن یک سیگنال مورد نیاز است (در مقایسه با توابع سینوسی)، استفاده از تابع کسینوس به‌جای سینوس در فشرده‌سازی ضروری است. هم‌چنین در معادلات دیفرانسیل، توابع کسینوسی دارای شرایط مرزی مشخص‌تری هستند.
تبدیل کسینوسی گسسته، شباهت بسیاری به تبدیل فوریه گسسته (DFT) دارد، با این تفاوت که حاصل تبدیل فقط مقادیر حقیقی دارد (بر خلاف تبدیل فوریه که منجر به مقادیر مختلط می شود).